# Chamowo

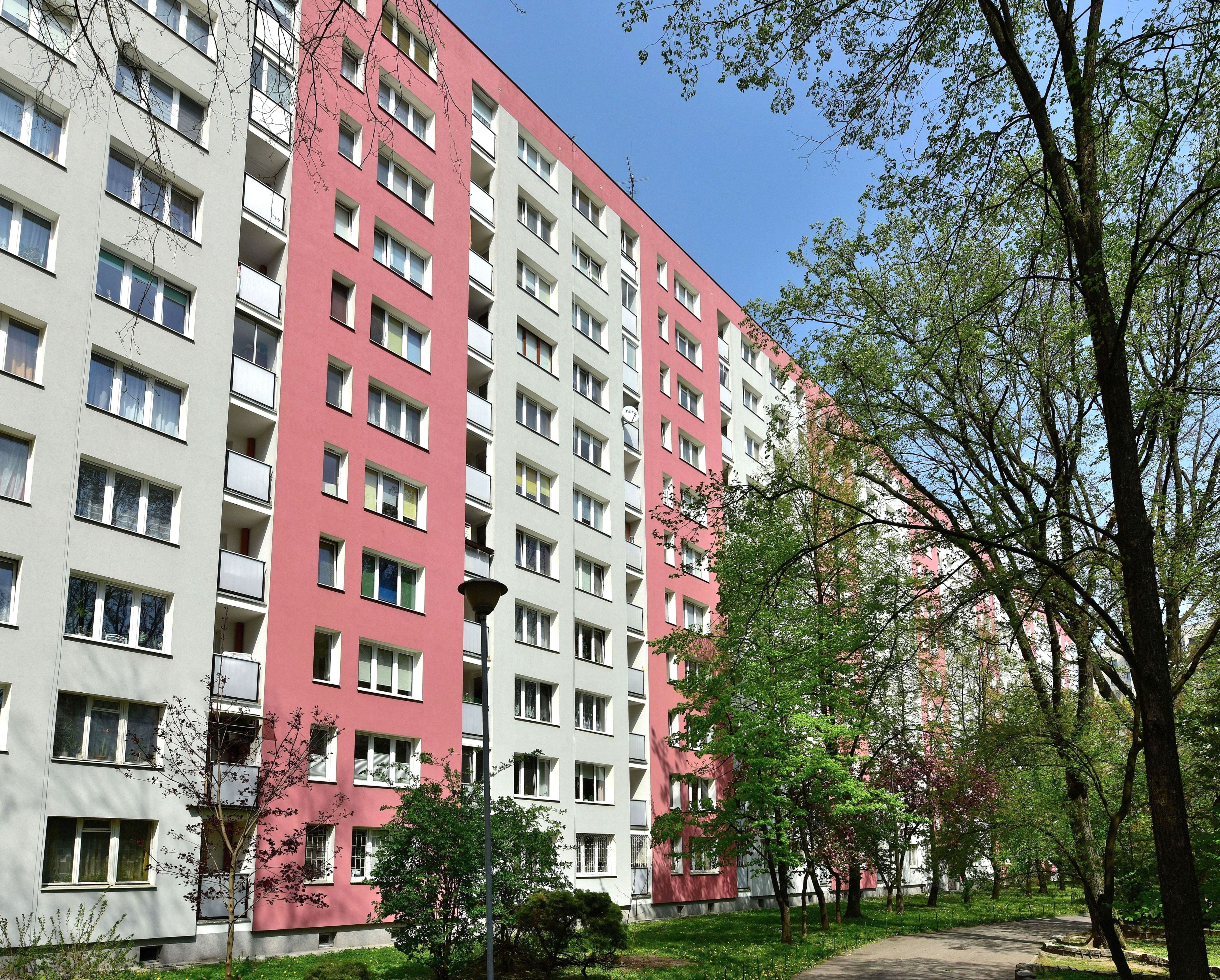
Blok przy ul. Lizbońskiej 2, w którym mieszkał Miron Białoszewski

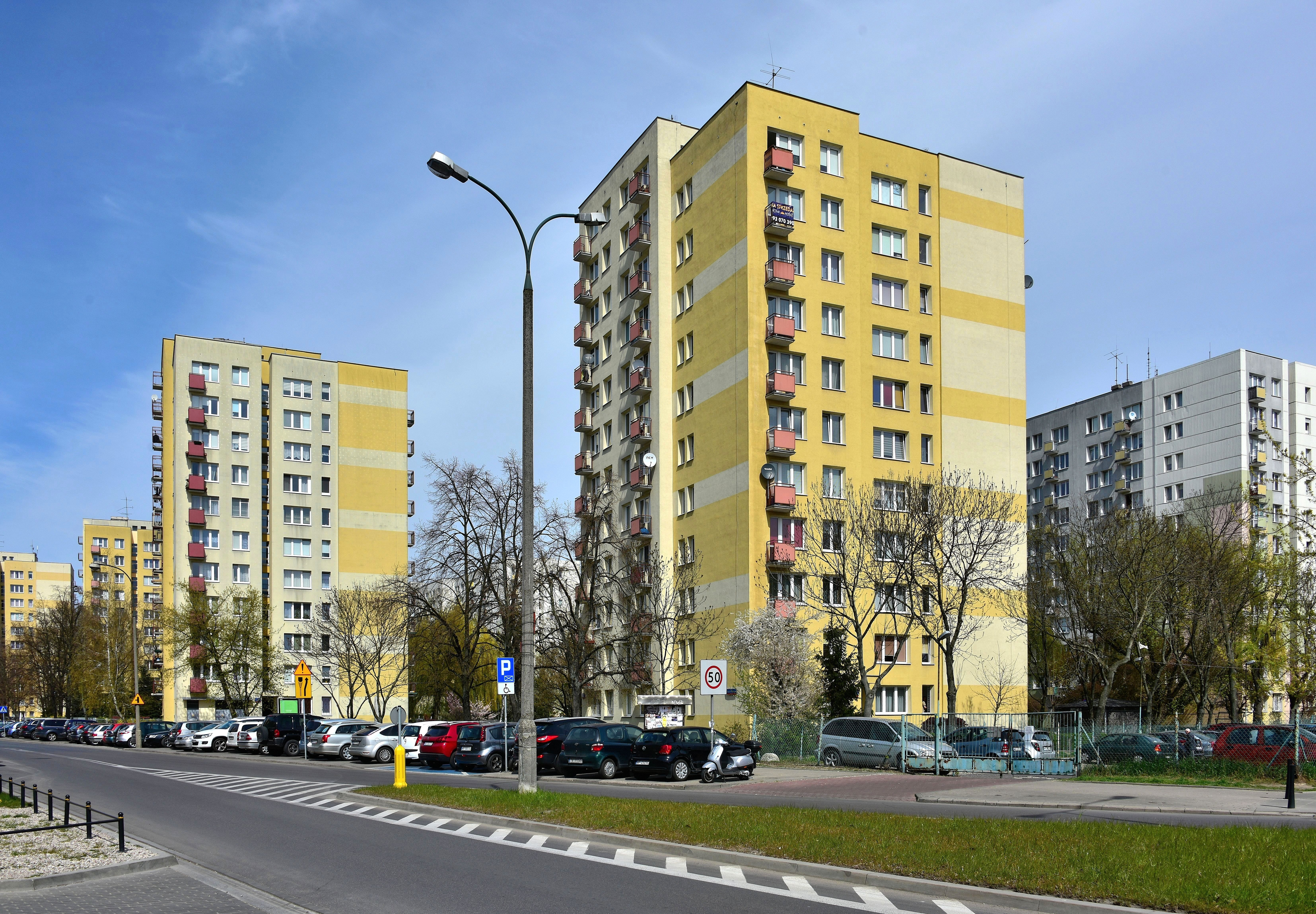
Bloki mieszkalne przy ul. Międzynarodowej, część Chamowa

Chamowo – dziennik Mirona Białoszewskiego, pisany od czerwca 1975 do maja 1976 roku i opublikowany w całości po raz pierwszy w 2009. Opisuje okres życia pisarza po przeprowadzce do bloku przy ulicy Lizbońskiej 2 w Warszawie.

## Opis
Przed czerwcem 1975 Białoszewski mieszkał na placu Dąbrowskiego wraz ze swoim partnerem Leszkiem Solińskim (w utworze nazywanym Le.). Na zamieszkanie osobno zdecydowali się po tym, jak Białoszewski wrócił z pobytu w sanatorium, gdzie odbywał rekonwalescencję po zawale serca. Soliński otrzymał wtedy przydział na mieszkanie w bloku przy ulicy Lizbońskiej 2; do mieszkania tego wprowadził się jednak Białoszewski. Nie miał na to ochoty, również najbliżsi przyjaciele nie byli zadowoleni z tej zmiany. Dziennik stanowi zapis pierwszego okresu pobytu poety w nowym miejscu i poznawania okolicy. 
Tytuł utworu pochodzi od nazwy, jaką mieszkańcy najstarszej części Saskiej Kępy określali zasiedlane przypadkowymi lokatorami nowe wysokie bloki mieszkalne w rejonie ul. Ateńskiej, al. Stanów Zjednoczonych, ul. Międzynarodowej i ul. Lizbońskiej.
Utwór opublikowano w całości po raz pierwszy dopiero w 2009 roku. Wcześniej jego fragmenty ukazywały się w latach 80. XX w. w zbiorach Rozkurz, Przepowiadanie sobie oraz Stara proza. Nowe wiersze. Nie zachował się rękopis Chamowa, a jedynie, zawierająca błędy i braki, część maszynopisu utworu oraz nagranie magnetofonowe tekstu, sporządzone przez M. Białoszewskiego dla Jadwigi Stańczakowej.